# 卡斯蒂尔法莱
卡斯蒂尔法莱，是西班牙卡斯蒂利亚-莱昂莱昂省的一个市镇。 总面积26平方公里，总人口95人（001年），人口密度4人/平方公里。